# WIXE
WIXE („The Mighty 1190“) ist ein US-Radiosender aus Monroe, North Carolina. Die Station sendet mit 5 kW auf MW 1190 kHz seit 1968. Gesendet wird ein lokales Talkradio mit Classic Country & Classic Rock. Eigentümer ist die Monroe Broadcasting Co., Inc.

## Quelle
1. ↑  WIXE-AM 1190 kHz Radio Station Information. In: radio-locator.com. Abgerufen am 21. August 2016.